# Valle de Matamoros (kommunhuvudort)
Valle de Matamoros är en kommunhuvudort i Spanien.   Den ligger i provinsen Provincia de Badajoz och regionen Extremadura, i den sydvästra delen av landet, 400 km sydväst om huvudstaden Madrid. Valle de Matamoros ligger 602 meter över havet och antalet invånare är 446.
Terrängen runt Valle de Matamoros är huvudsakligen kuperad, men åt sydväst är den platt. Valle de Matamoros ligger uppe på en höjd. Runt Valle de Matamoros är det glesbefolkat, med 12 invånare per kvadratkilometer. Närmaste större samhälle är Jerez de los Caballeros, 7,0 km söder om Valle de Matamoros. 